# ألان هوغن
ألان هوغن (بالإنجليزية: Allan Hogan)‏ هو صحفي أسترالي، ولد في 1943.